# Mike Posner

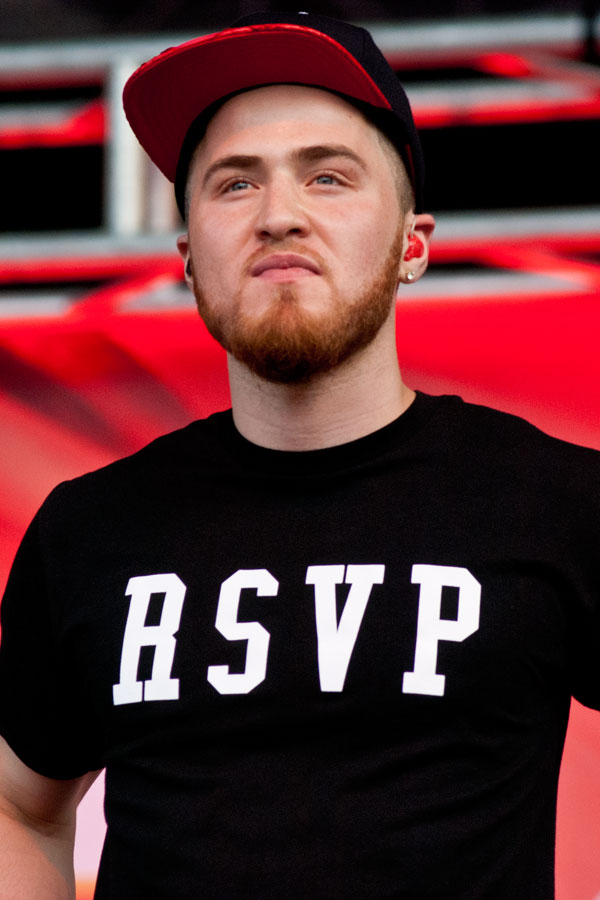
Mike Posner (2012)

Michael Robert Henrion „Mike“ Posner (* 12. Februar 1988 in Detroit, Michigan) ist ein US-amerikanischer Pop-Rapper, Songwriter und Produzent.

## Leben und Karriere
Mike Posner wurde als Sohn einer Apothekerin und eines Anwalts in Detroit geboren. Sein Vater war Jude und seine Mutter ist römisch-katholisch. Er besuchte die Wylie E. Groves High School und ging danach auf die Duke University. In der High School war seine Musik noch mehr von Hip-Hop beeinflusst, wie man in seinem Mixtape Reflections of a Lost Teen deutlich hören kann. Später nahmen die Einflüsse von Popmusik zu.
Mit Don Cannon und DJ Benzi nahm er im März 2009 in seinem Wohnheimzimmer auf der Duke University sein erstes Mixtape A Matter of Time auf. Im Juli 2009 unterschrieb Posner einen Plattenvertrag mit dem Major Label J Records (RCA/Sony). Nach der Unterzeichnung des Vertrags kehrte er zur Duke University zurück. An Wochenenden nahm er sein Debütalbum auf und gab Konzerte. Sein zweites Mixtape One Foot Out the Door, hosted by Clinton Sparks, erschien am 27. Oktober 2009.
Sein Debütalbum 31 Minutes to Takeoff erschien am 10. September 2010. Die erste Singleauskopplung Cooler Than Me erreichte in den US-Singlecharts Platz sechs. Es folgten mit Please Don’t Go und Bow Chicka Wow Wow zwei weitere Top-40-Hits, danach wurde es stiller um ihn.
Seinen zweiten großen Singlehit hatte Mike Posner 2015. Zu verdanken hatte er ihn dem norwegischen Produzentenduo SeeB (Simen Eriksrud und Espen Berg). Ihr Remix von I Took a Pill in Ibiza von der EP The Truth wurde im Herbst 2015 ein Nummer-eins-Hit in Norwegen und verbreitete sich anschließend in Skandinavien. Anfang 2016 war das Lied dann europaweit und in Nordamerika in den Charts und erreichte unter anderem Platz eins in den Niederlanden und in Großbritannien. Posner musste öfter klarstellen, dass sein Song Drogen nicht positiv darstellen soll. Er bekam aufgrund des Lieds vom Tourismus-Chef Ibizas eine Einladung, um die Kultur der Insel kennenzulernen.
Außerdem betätigte sich Posner neben seiner Karriere als Sänger auch als Produzent und Songwriter für andere Künstler wie Justin Bieber, BTS, Snoop Dogg, Big Sean, Maroon 5, Iggy Azalea, Big Time Rush, Austin Mahone, Nick Jonas, Cher Lloyd, and Avicii.

## Diskografie

### Studioalben
| Jahr | Titel                 | Höchstplatzierung, Gesamtwochen, AuszeichnungChartplatzierungen (Jahr, Titel, Platzierungen, Wochen, Auszeichnungen, Anmerkungen) | Höchstplatzierung, Gesamtwochen, AuszeichnungChartplatzierungen (Jahr, Titel, Platzierungen, Wochen, Auszeichnungen, Anmerkungen) | Höchstplatzierung, Gesamtwochen, AuszeichnungChartplatzierungen (Jahr, Titel, Platzierungen, Wochen, Auszeichnungen, Anmerkungen) | Anmerkungen                                                 |
| Jahr | Titel                 | CH | UK | US | Anmerkungen                                                 |
| ---- | --------------------- | --- | --- | --- | ----------------------------------------------------------- |
| 2010 | 31 Minutes to Takeoff | — | — | US8 Platin · (11 Wo.)US | Erstveröffentlichung: 10. August 2010 Verkäufe: + 1.075.000 |
| 2016 | At Night, Alone.      | CH63 (1 Wo.)CH | UK79 (1 Wo.)UK | US12 (20 Wo.)US | Erstveröffentlichung: 6. Mai 2016 Verkäufe: + 65.000        |
| 2019 | A Real Good Kid       | — | — | — | Erstveröffentlichung: 18. Januar 2019                       |
| 2020 | Operation: Wake Up    | — | — | — | Erstveröffentlichung: 18. Dezember 2020                     |

### Kollaboalben
| Jahr | Titel    | Höchstplatzierung, Gesamtwochen, AuszeichnungChartsChartplatzierungen (Jahr, Titel, Platzierungen, Wochen, Auszeichnungen, Anmerkungen) | Anmerkungen                                       |
| Jahr | Titel    | US | Anmerkungen                                       |
| ---- | -------- | --- | ------------------------------------------------- |
| 2017 | Mansionz | US67 (1 Wo.)US | Erstveröffentlichung: 24. März 2017 mit Blackbear |

### Mixtapes
- 2009: A Matter of Time
- 2009: One Foot Out the Door
- 2011: The Layover

### EPs
| Jahr | Titel     | Höchstplatzierung, Gesamtwochen, AuszeichnungChartsChartplatzierungen (Jahr, Titel, Platzierungen, Wochen, Auszeichnungen, Anmerkungen) | Anmerkungen                                           |
| Jahr | Titel     | US | Anmerkungen                                           |
| ---- | --------- | --- | ----------------------------------------------------- |
| 2015 | The Truth | US32 (15 Wo.)US | Erstveröffentlichung: 22. Juni 2015 Verkäufe: + 7.500 |

Weitere EPs
- 2010: Cooler than Me

### Singles als Leadmusiker
| Jahr | Titel Album                                          | Höchstplatzierung, Gesamtwochen, AuszeichnungChartplatzierungen (Jahr, Titel, Album, Platzierungen, Wochen, Auszeichnungen, Anmerkungen) | Höchstplatzierung, Gesamtwochen, AuszeichnungChartplatzierungen (Jahr, Titel, Album, Platzierungen, Wochen, Auszeichnungen, Anmerkungen) | Höchstplatzierung, Gesamtwochen, AuszeichnungChartplatzierungen (Jahr, Titel, Album, Platzierungen, Wochen, Auszeichnungen, Anmerkungen) | Höchstplatzierung, Gesamtwochen, AuszeichnungChartplatzierungen (Jahr, Titel, Album, Platzierungen, Wochen, Auszeichnungen, Anmerkungen) | Höchstplatzierung, Gesamtwochen, AuszeichnungChartplatzierungen (Jahr, Titel, Album, Platzierungen, Wochen, Auszeichnungen, Anmerkungen) | Anmerkungen                                                |
| Jahr | Titel Album                                          | DE | AT | CH | UK | US | Anmerkungen                                                |
| ---- | ---------------------------------------------------- | --- | --- | --- | --- | --- | ---------------------------------------------------------- |
| 2010 | Cooler Than Me 31 Minutes to Takeoff                 | DE22 Platin · (24 Wo.)DE | AT10 (27 Wo.)AT | CH21 (24 Wo.)CH | UK5 ×3Dreifachplatin · (24 Wo.)UK | US6 ×6Sechsfachplatin · (29 Wo.)US | Erstveröffentlichung: 16. April 2010 Verkäufe: + 9.657.500 |
| 2010 | Please Don’t Go 31 Minutes to Takeoff                | DE40 (5 Wo.)DE | AT27 (2 Wo.)AT | — | — | US16 ×3Dreifachplatin · (20 Wo.)US | Erstveröffentlichung: 9. Juni 2010 Verkäufe: + 3.130.000   |
| 2011 | Bow Chicka Wow Wow 31 Minutes to Takeoff             | — | — | — | — | US30 Platin · (16 Wo.)US | Erstveröffentlichung: 3. Februar 2011 feat. Lil Wayne      |
| 2011 | Looks Like Sex The Layover                           | — | AT42 (1 Wo.)AT | — | — | — | Erstveröffentlichung: 2. Dezember 2011                     |
| 2015 | I Took a Pill in Ibiza (SeeB Remix) At Night, Alone. | DE5 ×2Doppelplatin · (45 Wo.)DE | AT4 (35 Wo.)AT | CH4 (54 Wo.)CH | UK1 ×4Vierfachplatin · (47 Wo.)UK | US4 ×6Sechsfachplatin · (37 Wo.)US | Erstveröffentlichung: 24. Juli 2015 Verkäufe: + 12.593.333 |

Weitere Singles
- 2009: Drug Dealer Girl
- 2010: Evil Woman
- 2011: Cheated
- 2013: Top of the World
- 2013: The Way It Used to Be
- 2016: Be As You Are (Jordan XL Remix)
- 2016: Buried in Detroit
- 2018: Song About You
- 2018: Stuck in the Middle
- 2019: Move On
- 2019: Look What I’ve Become (mit Ty Dolla $ign)
- 2019: Prince Akeem (feat. Wiz Khalifa)
- 2020: Weaponry (mit Jessie J)
- 2022: Home

### Singles als Gastmusiker
| Jahr | Titel Album                  | Höchstplatzierung, Gesamtwochen, AuszeichnungChartsChartplatzierungen (Jahr, Titel, Album, Platzierungen, Wochen, Auszeichnungen, Anmerkungen) | Anmerkungen                                                                  |
| Jahr | Titel Album                  | UK | Anmerkungen                                                                  |
| ---- | ---------------------------- | --- | ---------------------------------------------------------------------------- |
| 2011 | With Ur Love Sticks + Stones | UK4 Silber · (9 Wo.)UK | Erstveröffentlichung: 28. Oktober 2011 Cher Lloyd feat. Mike Posner          |
| 2017 | Remember I Told You –        | UK97 (1 Wo.)UK | Erstveröffentlichung: 26. Mai 2017 Nick Jonas feat. Anne-Marie & Mike Posner |

Weitere Gastbeiträge
- 2012: She Looks Like S3x (Remix) (Your Favorite Martian feat. Mike Posner)
- 2012: Stay with You (Avicii feat. Mike Posner)
- 2013: Switch Lanes (Rittz feat. Mike Posner, US: Gold)
- 2013: L.A. Story (Sammy Adams feat. Mike Posner)
- 2013: Crown (Diplo feat. Mike Posner & Boaz van de Beatz)
- 2015: Told U So (Yung Luv feat. Mike Posner, Envy & Semi Moto)
- 2016: Lemonade (Adam Friedman feat. Mike Posner)
- 2019: Live Before I Die (Naughty Boy feat. Mike Posner)

## Auszeichnungen für Musikverkäufe
| Goldene Schallplatte - Australien - 2011: für die Single Please Don’t Go - Brasilien - 2017: für das Album At Night, Alone. - Dänemark - 2020: für das Album At Night, Alone. - Kanada - 2012: für die Single Please Don’t Go - Neuseeland - 2020: für das Album 31 Minutes to Takeoff - 2022: für das Album The Truth - Polen - 2024: für das Album At Night, Alone. - Schweden - 2010: für die Single Cooler Than Me - 2016: für das Album At Night, Alone. - Singapur - 2019: für das Album At Night, Alone. - Vereinigte Staaten - 2024: für das Lied In My Zone Platin-Schallplatte - Australien - 2013: für die Single With Ur Love - Dänemark - 2022: für die Single Cooler Than Me - Kanada - 2012: für die Single Cooler Than Me - 2023: für das Album 31 Minutes to Takeoff - Neuseeland - 2014: für die Single With Ur Love - 2023: für die Single Please Don’t Go | 3× Platin-Schallplatte - Australien - 2011: für die Single Cooler Than Me - 2016: für die Single I Took a Pill in Ibiza - Belgien - 2017: für die Single I Took a Pill in Ibiza - Norwegen - 2016: für die Single I Took a Pill in Ibiza - Portugal - 2020: für die Single I Took a Pill in Ibiza - Spanien - 2016: für die Single I Took a Pill in Ibiza 4× Platin-Schallplatte - Dänemark - 2021: für die Single I Took a Pill in Ibiza - Neuseeland - 2024: für die Single Cooler Than Me 5× Platin-Schallplatte - Neuseeland - 2024: für die Single I Took a Pill in Ibiza 6× Platin-Schallplatte - Italien - 2017: für die Single I Took a Pill in Ibiza - Niederlande - 2016: für die Single I Took a Pill in Ibiza | 7× Platin-Schallplatte - Kanada - 2017: für die Single I Took a Pill in Ibiza 8× Platin-Schallplatte - Schweden - 2016: für die Single I Took a Pill in Ibiza Diamantene Schallplatte - Frankreich - 2017: für die Single I Took a Pill in Ibiza - Polen - 2021: für die Single I Took a Pill in Ibiza 2× Diamantene Schallplatte - Brasilien - 2024: für die Single I Took a Pill in Ibiza |

Anmerkung: Auszeichnungen in Ländern aus den Charttabellen bzw. Chartboxen sind in ebendiesen zu finden.
| Land/RegionAuszeichnungen für Musikverkäufe (Land/Region, Auszeichnungen, Verkäufe, Quellen) | Silber  | Gold       | Platin       | Diamant     | Verkäufe   | Quellen              |
| -------------------------------------------------------------------------------------------- | ------- | ---------- | ------------ | ----------- | ---------- | -------------------- |
| Australien (ARIA)                                                                            | —       | Gold1      | 7× Platin7   | —           | 525.000    | aria.com.au          |
| Belgien (BRMA)                                                                               | —       | —          | 3× Platin3   | —           | 90.000     | ultratop.be          |
| Brasilien (PMB)                                                                              | —       | Gold1      | —            | 2× Diamant2 | 520.000    | pro-musicabr.org.br  |
| Dänemark (IFPI)                                                                              | —       | Gold1      | 5× Platin5   | —           | 355.000    | ifpi.dk              |
| Deutschland (BVMI)                                                                           | —       | —          | 3× Platin3   | —           | 1.100.000  | musikindustrie.de    |
| Frankreich (SNEP)                                                                            | —       | —          | —            | Diamant1    | 233.333    | snepmusique.com      |
| Italien (FIMI)                                                                               | —       | —          | 6× Platin6   | —           | 300.000    | fimi.it              |
| Kanada (MC)                                                                                  | —       | Gold1      | 8× Platin8   | —           | 680.000    | musiccanada.com      |
| Neuseeland (RMNZ)                                                                            | —       | 2× Gold2   | 11× Platin11 | —           | 330.000    | radioscope.co.nz NZ2 |
| Niederlande (NVPI)                                                                           | —       | —          | 6× Platin6   | —           | 180.000    | nvpi.nl              |
| Norwegen (IFPI)                                                                              | —       | —          | 3× Platin3   | —           | 120.000    | ifpi.no              |
| Polen (ZPAV)                                                                                 | —       | Gold1      | —            | Diamant1    | 260.000    | olis.pl              |
| Portugal (AFP)                                                                               | —       | —          | 3× Platin3   | —           | 30.000     | Einzelnachweise      |
| Schweden (IFPI)                                                                              | —       | 2× Gold2   | 8× Platin8   | —           | 360.000    | sverigetopplistan.se |
| Singapur (RIAS)                                                                              | —       | Gold1      | —            | —           | 5.000      | rias.org.sg          |
| Spanien (Promusicae)                                                                         | —       | —          | 3× Platin3   | —           | 120.000    | elportaldemusica.es  |
| Vereinigte Staaten (RIAA)                                                                    | —       | 2× Gold2   | 17× Platin17 | —           | 18.000.000 | riaa.com             |
| Vereinigtes Königreich (BPI)                                                                 | Silber1 | —          | 7× Platin7   | —           | 4.400.000  | bpi.co.uk            |
| Insgesamt                                                                                    | Silber1 | 12× Gold12 | 90× Platin90 | 4× Diamant4 |            |                      |